# Huséin ibn Hamdán
Huseín ibn Hamdan ibn Hamdún ibn al-Harith al-Taglibí fue un noble árabe  miembro del linaje hamdánida, se distinguió como general del Califato abasí y desempeñó una papel importante en el ascenso al poder de la familia entre las tribus árabes de la Mesopotamia superior.
Ibn Hamdan entró al servicio del califa en el 895; merced a la colaboración con el gobierno califal hizo de sí mismo y de su familia la cabeza de los árabes y kurdos de la Mesopotamia superior (Yasira). Emprendió varias campañas victoriosas contra los cármatas, dulafíes y tuluníes en los primeros años de su carrera. Acumuló poder e influencia por ser uno de los más señalados generales del califato hasta el 908, año en el que participó en la conjura contra el califa al-Muqtadir. Pese a que la conspiración fracasó y Ibn Hamdan tuvo que huir de la capital, pronto se aseguró el perdón real y obtuvo el gobierno de la región de Jibal, donde nuevamente descolló como militar en una serie de operación en el Irán central y meridional. Fue nombrado gobernador de Mosul hacia el 911; permaneció en la ciudad hasta que volvió a rebelarse en el 914/5 por motivos que no están claros. Vencido y capturado en el 916, fue encarcelado en Bagdad, donde fue ajusticiado en el 918. Merced a su influencia, la familia obtuvo importantes cargos, y con él empezó un dilatado período durante el cual tanto Mosul y como la alta Mesopotamia en general quedaron en manos de los hamdánidas. Sus sobrinos Nasir al-Dawla y Sayf al-Dawla fundaron los emiratos autónomos de Mosul y Alepo, respectivamente.

### Orígenes y comienzos

Árbol genealógico de la dinastía hamdaní

Ibn Hamdan era hijo del patriarca y epónimo de la familia hamdaní, Hamdan ibn Hamdún. La familia era parte de la tribu de los Banu Taglib, que se había asentado en la Mesopotamia superior desde entonces antes de la conquista musulmana de la región. Siguiendo el patrón que se repitió por todo el Califato abasí, los jefes taglibíes aprovecharon la desaparición de la autoridad central del gobierno califal durante la década de la denominada «anarquía de Samarra» (861-870) para reforzar su dominio de la región en torno a Mosul, en la que moraban. Por entonces, Hamdan devino uno de los principales jefes tribales y acaudilló la oposición a los intentos califales de recuperar el control de la zona, coligándose para ello incluso con los rebeldes jariyíes en la década del 880. Finalmente, en 895 el califa al-Mutadid emprendió una decidida campaña para someter la Mesopotamia superior a su autoridad. Ibn Hamdan huyó ante el avance del califa, fue apresado tras una larga persecución y encarcelado.
Husayn, que por entonces era alcaide del castillo de Ardumusht, ubicada en la orilla izquierda del Tigris, optó por someterse al califa y ofrecerle sus servicios. Capturó al dirigente jariyí Harún al-Shari, acción con la que puso fin a la rebelión jariyí en la Mesopotamia superior. A cambio obtuvo no solo el perdón para su padre, sino también la anulación del tributo que el califa había impuesto a los taglibíes y el permiso real para formar un regimiento de quinientos jinetes de la tribu, cuyo mantenimiento sufragaría el Estado. Esta hazaña supuso el comienzo del ascenso tanto propio como el de su familia. En palabras del estudioso del islam Hugh N. Kennedy: 

Al califa le ofreció un grupo de guerreros veteranos que combatirían a sus órdenes, que eran las de un caudillo hábil y leal; a los taglibíes y a otros grupos de la Mesopotamia superior, les ofrecía la posibilidad de obtener salarios y botín; y a su propia familia, jefaturas militares y la oportunidad de adquirir riqueza al servicio del Gobierno. Fue así, como intermediario entre el Gobierno y los árabes y kurdos de la Mesopotamia superior y no como cacique tribal independiente, como al-Husayn forjó la fortuna de la familia.

### Al servicio de los abasíes

Mapa de la Yasira o Mesopotamia superior, hogar y base del poder de los hamdaníes.

Ibn Hamdan mandó con honores su regimiento taglibí en los años siguientes. Luchó con el dulafí Bakr ibn Abd al-Aziz ibn Ahmad ibn Abi Dulaf en el Jibal en 896. A partir del 903,  desempeñó un papel fundamental en las campañas de Muhammad ibn Sulayman al-Katib contra los cármatas del desierto sirio, en el que su caballería veterana fue crucial para contrarrestar la movilidad del enemigo. Ese mismo año, participó en la importante victoria de Muhammad sobre el caudillo cármata al-Husayn ibn Zikrawayh, más conocido por su laqab de Sahib al-Shama, que fue vencido cerca de Hama. Los jefes cármatas se refugiaron en el desierto, pero fueron capturados al poco, y llevados en triunfo a Bagdad. A continuación, Ibn Hamdan participó, en calidad de jefe de la vanguardia, en la campaña de Muhammad del 904-905 que acabó con la dinastía tuluní y restauró la autoridad abasí en el Levante y Egipto. Se afirma que Muhammad ibn Sulayman le ofreció el gobierno de Egipto, pero Husayn lo rechazó y prefirió regresar a Bagdad con el copioso botín que había obtenido en la expedición.
Tras su vuelta de Egipto, en 905-906, se lo envió contra los Banu Kalb de Siria, que se habían alzado instigados por los cármatas. A pesar de expulsarlos al desierto, los kalbíes cegaron los pozos en la retirada, lo que impidió que Ibn Hamdan los pudiese perseguir. Los rebeldes pudieron alcanzar el bajo Éufrates, donde derrotaron a otro ejército abasí en al-Qadisiyya y asaltaron a la caravana de peregrinos que se dirigían a La Meca a finales del 906. Finalmente, las fuerzas gubernamentales vencieron a los cármatas y los pusieron en fuga. Ibn Hamdan los aniquiló cuando volvían al Levante siguiendo el curso del Éufrates, en marzo/abril del 907. Aunque estas victorias no despejaron completamente la amenaza cármata que pesaba sobre los territorios abasíes —los cármatas de Baréin seguían activos y talaron el bajo Irak— sí que supusieron la cuasi aniquilación del grupo en el Levante. A continuación, Ibn Hamdan sometió a los rebeldes kalbíes que aún seguían en armas entre el Éufrates y Alepo, y en 907-908 expulsó al Levante a los Banu Tamim que habían invadido la Mesopotamia superior en busca de pillaje, tras derrotarlos cerca de Junasira.
En el 908, sus victorias habían hecho de él uno de los principales generales del califato y le permitieron enaltecer a sus hermanos, que obtuvieron puestos destacados: recibieron distintos cargos, el más importantes de los cuales fue el de gobernador de Mosul, que recibió Abu'l-Hayja Abdallah en el 905. En diciembre de 908, Ibn Hamdan participó en una maquinación palaciega para derrocar al nuevo califa al-Muqtadir en favor de Ibn al-Mutazz. Junto con dos otros conjurados, el 17 de diciembre de 908 acometió y dio muerte al visir al-Abbas ibn al-Hasan al-Jarjarai, que había respaldado la entronización de al-Muqtadir. Los confabulados trataron seguidamente de matar también al joven califa, pero este se había refugiado en el palacio Hasaní. Ibn al-Mutazz fue proclamado califa, y Ibn Hamdan acudió al palacio a convencer a al-Muqtadir de que se rindiese. Aun así, la resistencia inesperada de los criados del palacio dirigidos por los chambelanes Sawsan, Munis al-Fahl y Munis al-Jadim, y el titubeo de los conspiradores hizo fracasar el golpe. Al-Muqtadir se impuso a su rival y Ibn Hamdan huyó de Bagdad a Mosul y Balad. A continuación pasó algún tiempo vagando con sus seguidores por la Mesopotamia superior. El califa envió a su propio hermano Abu'l-Hayja Abdallah, para perseguirlo, pero Ibn Hamdan lo sorprendió y batió. Esta victoria lo animó a tratar con el nuevo visir, Ali ibn al-Furat, por mediación de su hermano Ibrahim. Aunque había sido uno de los principales de conspiradores contra el califa y la mayoría de los demás participantes en la conjura habían sido ejecutados o encarcelados, Ibn Hamdan logró el perdón real. No obstante, no fue recibido de nuevo en la corte, sino que se lo nombró gobernador de Qom y Kashan, en el Jibal.
En calidad de tal ayudó a Munis al-Jadim en su campaña contra el safárida al-Laíz ibn Alí en Sistán y Fars, y luego contra el antiguo general safarí y rebelde Subkara y su lugarteniente al-Qattal. Las huestes abasíes que mandaba al-Jadim sofocaron la rebelión en 910/1, y Ibn Hamdan apresó personalmente a al-Qattal, según un poema del posterior poeta hamdaní Abu Firas, que ensalzaba la hazaña.
Abu Firas indica además que a Ibn Hamdan se le ofreció el gobierno de Fars, que rehusó, y que volvió a Bagdad. Ibn al-Furat, que probablemente todavía desconfiaba de sus intenciones, se apresuró a despacharlo a encabezar el gobierno de Diyar Rabi'a, la provincia que abarcaba la parte oriental de la Mesopotamia superior, y en la que se hallaba Mosul. Como gobernador de la región, Ibn Hamdan dirigió una campaña contra el Imperio bizantino en el 913/4. Poco después surgieron desavenencias entre él y el visir Alí ibn Isa al-Jarrah. La razón no está clara, pero estuvo relacionada con las finanzas de la provincia que gobernaba Ibn Hamdan. En 914/5 este se rebeló públicamente y reunió un ejército de treinta mil árabes y kurdos de la zona, señal de su influencia en la región. Venció a un ejército califal que llegó para someterlo, pero luego hubo de enfrentarse al temible Munis al-Jadim, que había vuelto de Egipto y que lo derrotó y apresó en febrero del 916, cuando trataba de huir al norte, a Armenia. Fue llevado a Bagdad, donde se le hizo desfilar públicamente para humillarlo, a lomos de un camello y llevando un capirote vergonzoso. Fue encarcelado y luego ajusticiado, en octubre/noviembre del 918, por orden del califa.
Se desconoce la razón por la que este decidió acabar con Ibn Hamdan. El historiador de la dinastía hamdaní Marius Canard aventuró que pudo deberse a haber participado en una conjura chiita quizá relacionada con la coetánea segunda destitución del visir Ibn al-Furat, o con la rebelión del gobernador autónomo de Azerbaiyán, Yúsuf ibn Abi 'l-Saŷ, de quien al-Muqtadir tal vez sospechaba que tuviese vínculos con Ibn Hamdan. Según Canard, el califa debió de pensar en todo caso que, si recobraba la libertad, Ibn Hamdan volvería a rebelarse, bien por sus deseos de sacudirse la autoridad califal o por su calidad de chií; su ejecución eliminó la amenaza, poniendo fin a los intentos de liberarlo por la fuerza.
La ejecución de Ibn Hamdan no comportó el fin del ascenso de la familia: sus hermanos fueron liberados y Abdallah medró al coligarse con Munis al-Jadim y participar en la convulsa política bagdadí. Los dos hijos de Abdallah, al-Hasan y Alí, más conocidos por sus títulos de Nasir al-Dawla y Sayf al-Dawla, fueron los que hicieron de la familia una dinastía que rigió emiratos semiindependientes en Mosul (hasta el 978) y Alepo (hasta el 1002).

## Carácter y valoración
Según Canard, Ibn Hamdan descolló entre los jefes militares de la época, ensombreciendo incluso a al-Jadim tanto por su habilidad y bizarría como por su ambición y espíritu inquieto. También destacó por ser árabe, en un momento en el que esto no era habitual entre los notables del califato. Canard afirma que era amplio de miras, que conocía el torbellino ideológico y la efervescencia en los que estaba sumido el mundo islámico de la época,y que prueba de ello fueron sus contactos con el místico sufí al-Hallaŷ, que le dedicó una obra política. También según Canard, su chiismo y el participar en el malogrado golpe del 908 se debieron al deseo —típico de los chiitas— de renovar el califato y establecer un gobierno musulmán ideal, algo que se consideraba imposible con los corruptos soberanos abasíes del momento. Finalmente, aunque fue su hermano quien finalmente fundó la dinastía hamdaní, fue él quien inició el ascenso de la familia, y sus hazañas las cantó luego Abu Firas en sus poemas.